# Sketchbook (manga)
Sketchbook (スケッチブック?, Sukecchibukku) è un manga di Totan Kobako del 2002 da cui nel 2007 è stata tratta una serie animata di 13 episodi. L'opera appartiene al genere scolastico e presenta episodi della vita di tutti i giorni della protagonista Sora Kajiwara.

## Trama
Sora Kajiwara è una ragazza timida e introversa, che raramente parla con gli altri, se non con i suoi amici del club d'arte. La sua indole riflessiva la induce spesso a osservare gli altri e la natura molto approfonditamente per poi ritrarre il tutto sul suo quaderno di bozza, il suo "sketchbook". Molte volte si trova a riflettere sui limiti del disegno rispetto ad esempio alla fotografia, in grado di catturare all'istante ad esempio un evento molto rapido. Ama molto gli animali, specialmente i gatti che vivono nel suo quartiere a cui ha dato un nome ciascuno.
Nella sua classe d'arte viene a contatto con differenti tipologie di persone come Nagisa Kurihara, esperta di insetti, Daichi Negishi, ragazzo particolarmente irascibile, o la professoressa Hiyori Kasugano, ossessionata dalle galline.

## Personaggi

### Membri del club d'arte
- Sora Kajiwara (梶原 空)

Classe:1º anno 2ª classe
Altezza: 1,55 m
Compleanno: 4 febbraio
Gruppo Sanguigno: A
Protagonista, timida e introversa. Porta con sé sempre il suo album di disegno. Nel suo tempo libero fa lunghe passeggiate e prepara il tè. Non le piacciono gli animali feroci, le puntine da disegno, i compassi, il cellofan, le rifiniture in metallo, i fogli bianchi e la supercolla. Ha un fratello di nome Ao (青). Era andata in visita al club di arte spinta dalla propria passione per il disegno e vi si è trovata iscritta quasi senza volerlo. Parla molto poco e a bassa voce, tanto che le sue rare battute non appaiono all'interno di un balloon ma come testo libero all'interno della vignetta.
- Natsumi Asō (麻生 夏海)

Classe:1º anno 1ª classe
Altezza: 1,58 m
Compleanno: 3 ottobre
Gruppo Sanguigno: 0
Si è iscritta al club d'arte con Sora. Adora creare e giocare con i propri burattini. Usa spesso termini del dialetto di Hakata e per questo Kate dice che il suo giapponese è strano.
- Hazuki Torikai (鳥飼 葉月)

Classe:1º anno 4ª classe
Altezza: 1,54 m
Compleanno: 17 maggio
Gruppo Sanguigno: A
Ragazza dai capelli biondi corti, è la migliore amica di Natsumi e si è unita al club proprio dopo Sora. Mostra spesso le tipiche caratteristiche (secondo la tradizione giapponese) delle persone di gruppo sanguigno A: meticolosità e parsimonia.
- Kokage Kuga (空閑 木陰) - Ragazza dalla coda di cavallo nera e particolarmente bassa, ha strane abitudini misteriose, come il nascondersi in una tenda della sala d'arte.
- Nagisa Kurihara (栗原 渚) - Esperta di insetti e fenomeni naturali.
- Juju Sasaki (佐々木 樹々) - Alta e sempre di buon umore, ama suonare la chitarra e usare la musica persino per studiare.
- Asaka Kamiya (神谷 朝霞) - Bassa e dalla coda di cavallo, ha una personalità prorompente.
- Fū Himuro (氷室 風) e Ryō Tanabe (田辺 涼) - Due ragazze inseparabili che raramente si presentano al club d'arte. Fanno sovente sfoggio del loro strambo senso dell'umorismo.
- Kate (ケイト) - Studentessa dal Canada, fa frequenti errori di Giapponese scritto mischiando i kanji senza rendersene conto.
- Tsukiyo Ōba (大庭 月夜) - Una ragazza del secondo anno che fa praticamente la sua unica apparizione alla fine della serie.
- Ujō Sugyō (須尭 雨情) - Presidente del club d'arte.
- Daichi Negishi (根岸 大地) - Uno dei personaggi principali del club d'arte, Negishi ha problemi a controllare la propria rabbia e per questo all'inizio metteva sempre paura a Sora. Non ha pazienza.
- Hiyori Kasugano (春日野 日和) - Professoressa del club d'arte, fissata con le galline e piuttosto eccentrica.

### Altri
- Ao Kajiwara (梶原 青) - Fratello di Sora, Ao è più piccolo ma si occupa praticamente solo lui delle faccende di casa.
- Minamo Negishi (根岸 みなも) - Sorella di Daichi, fa amicizia con Sora grazie alla sua macchina fotografica.

### Gatti
- Mike (ミケ) - Uno dei gatti che, suo malgrado, si ciba degli avanzi di cibo di Sora.
- Haa (ハー) - Amico di Mike, sa parlare il "Gattinglese" con Buchi.
- Grey (グレ) - Un gatto grigio che ha un padrone. Contrariamente agli altri gatti, Grey miagola soltanto.
- Kuma (クマ) - Un gatto dal pelo fulgido che fa apparire il suo volto enorme. È molto rispettato dagli altri gatti.
- Buchi (ぶち) - Un gatto straniero che parla solo il "Gattinglese".

## Lista degli episodi dell'anime
1. スケッチブックの少女 The Girl With The Sketchbook
2. いつもの風景 Everyday Scenery
3. 青の心配 Ao's Worry
4. 三人だけのスケッチ大会 Sketch Competition Between Three People
5. ねこねこの日 Kitty Cat Day
6. 夏の想ひ出 Summer Memories
7. ９月の日に・・・ One September Day...
8. ラジカセと少女の二本立て A Radio-cassette and Young Girl Double Feature
9. ナニかの為に For the Sake of Something
10. 出会いの先 Prior Meeting
11. 風邪の日と、ねこねこpart3 A Day With a Cold, and Kitty Cat Part 3
12. スケッチブックの日 Sketchbook Day
13. ひとりぼっちの美術部 Lonely Art Club

## Sigle

### Iniziale
1. Kaze Sagashi (風さがし) di Natsumi Kiyoura (ep 1-11,13)
2. Natsu no Kioku (夏の記憶) di Natsumi Kiyoura (ep 12)

### Finale
1. Sketchbook o Motta mama (スケッチブックを持ったまま) di Yui Makino (ep 1-12)
2. Tanpopo Suisha (たんぽぽ水車) di Kana Hanazawa, Asuka Nakase, Yui Makino (ep 13)

## Curiosità
- Nel corso dell'anime vi sono diverse citazioni alla serie ARIA, fin dal primo episodio dove fa la sua comparsa il presidente della Aria Company.